# Colona (Illinois)
Pour les articles homonymes, voir Colona.
Colona est une ville du comté de Henry, dans l'Illinois, aux États-Unis. Elle est incorporée le 15 mai 1905. Lors du recensement de 2010, la ville comptait une population de 5 099 habitants.

## Source de la traduction
- (en) Cet article est partiellement ou en totalité issu de l’article de Wikipédia en anglais intitulé « Colona, Illinois » (voir la liste des auteurs).